# Last Call at Maud's
Last Call at Maud's é um documentário americano de 1993 dirigido por Paris Poirier. O filme explora a história da cultura lésbica das décadas de 1940 a 1990 ao registrar a última noite do Maud's, um bar lésbico de São Francisco que fechou em 1989 após 23 anos de funcionamento.
O documentário combina imagens antigas com entrevistas com a proprietária da Maud, Rikki Streicher, seus funcionários e clientes, incluindo Judy Grahn, Sally Gearhart, Del Martin e Phyllis Lyon.
Last Call at Maud's foi exibido como um trabalho em andamento no Festival Internacional de Cinema Lésbico e Gay de São Francisco em 24 de junho de 1992. O filme teve sua estreia mundial em São Francisco, no Teatro Castro, em 5 de fevereiro de 1993; e exibido no Festival Internacional de Cinema de Berlim de 1993 na seção Panorama.